# 28886 Ericajawin
28886 Ericajawin è un asteroide della fascia principale. Scoperto nel 2000, presenta un'orbita caratterizzata da un semiasse maggiore pari a 2,6247854 au e da un'eccentricità di 0,1060919, inclinata di 14,94418° rispetto all'eclittica.